# Zhang Jinfeng
Zhang Jinfeng (chiń. 张金凤) – trzynasty ambasador Chińskiej Republiki Ludowej w Phnom Penh (Kambodża). Pełnił tę funkcję w okresie od stycznia 2006 do marca 2010 roku.